# Старовірська волость
Старовірська волость — адміністративно-територіальна одиниця Костянтиноградського повіту Полтавської губернії з центром у селі Старовірівка.
Станом на 1885 рік складалася з 7 поселень, об'єднаних в єдину сільську громаду. Населення — 6612 осіб (3238 чоловічої статі та 3374 — жіночої), 1098 дворових господарств.
|                     | Площа, десятин | У тому числі орної, десятин |
| ------------------- | -------------- | --------------------------- |
| Сільських громад    | 18127          | 17414                       |
| Приватної власності | 2              | —                           |
| Казенної власності  | 893            | 893                         |
| Іншої власності     | 119            | 119                         |
| Загалом             | 19141          | 18426                       |

Найбільше поселення волості на 1885:
- Старовірівка — колишнє державне село при річці Орчик за 35 верст від повітового міста, 6500 осіб, 989 дворів, 3 православні церкви, школа, поштова станція, 2 постоялих двори, 8 постоялих будинків, 4 лавки, 2 ярмарки на рік, 156 вітряних млинів.

Старшинами волості були:
- 1900—1904 роках — Юхим Григорович Азаренков[2],[3];
- 1906—1907 роках — П. С. Чиркин[4],[5];
- 1913—1916 роках — Михайло Іванович Сотніков[6],[7],[8],[9].